# Neoseiulus pieteri
Neoseiulus pieteri är en spindeldjursart som först beskrevs av Schultz 1972.  Neoseiulus pieteri ingår i släktet Neoseiulus och familjen Phytoseiidae. Inga underarter finns listade i Catalogue of Life.